# Pheia fuscicorpus
Pheia fuscicorpus là một loài bướm đêm thuộc phân họ Arctiinae, họ Erebidae.